# Pseudabryna
Pseudabryna is een kevergeslacht uit de familie van de boktorren (Cerambycidae). De wetenschappelijke naam van het geslacht werd voor het eerst geldig gepubliceerd in 1916 door Schultze.

## Soorten
Pseudabryna is monotypisch en omvat slechts de volgende soort:
- Pseudabryna luzonica Schultze, 1916